# 4. století
4. století je období mezi 1. lednem 301 a 31. prosincem 400 našeho letopočtu. Jedná se o čtvrté století prvního tisíciletí.

## Významné události
- 301 se Arménské království stalo prvním státem, kde bylo křesťanství přijato za státní náboženství.
- 309 nastoupil na perský trůn velkokrál Šápúr II. z rodu Sásánovců.
- 28. října 312 proběhla bitva u Milvijského mostu.
- 313 byl vydán edikt milánský, který v římské říši zavedl svobodu vyznání.
- cca 320 se vládcem Guptovské říše nacházející se v severní Indii stal Čandragupta I.
- 20. května – 25. července 325 zasedal první nikajský koncil, který mimo jiné řešil otázku ariánství.
- 11. května 330 dal římský císař Konstantin I. Veliký přejmenovat řeckou osadu Byzantion na Konstantinopol, z níž se posléze stalo hlavní město východořímské říše.
- cca 375 vytlačili Hunové kmeny Gótů z oblasti Černého moře směrem na západ. Tato událost bývá tradičně označována za počátek tzv. Stěhování národů.
- 9. srpna 378 porazili Gótové Římany v bitvě u Adrianopole. V boji padl i římský císař Valens.
- 380 ustanovil císař Theodosius I. křesťanství státním náboženstvím římské říše.
- 381 proběhl první konstantinopolský koncil.
- 383 se odehrála bitva u řeky Fej.
- 17. ledna 395 zemřel římský císař Theodosius I., po jehož smrti došlo k rozdělení říše na západní a východní část.

## Významné osobnosti

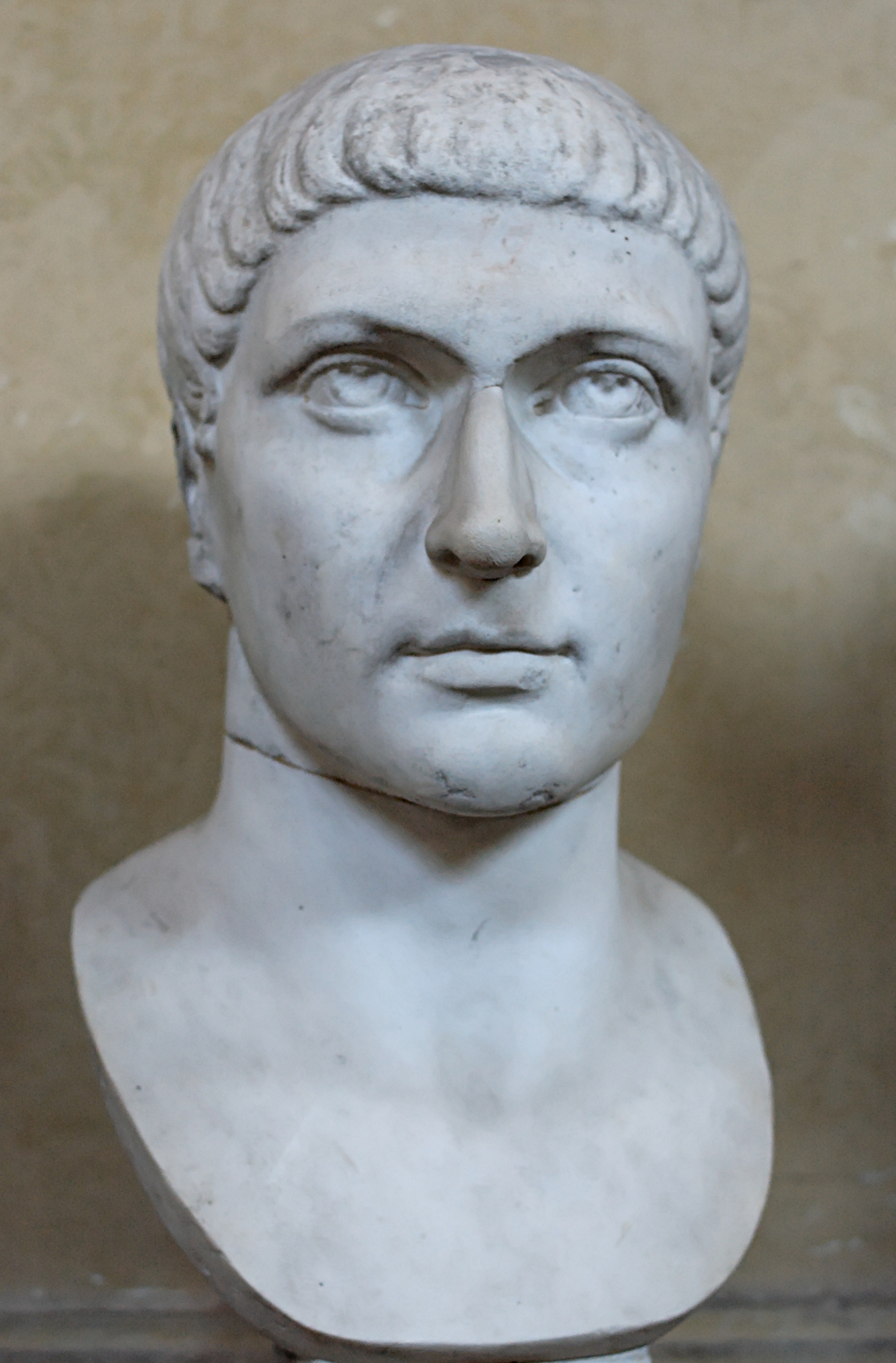
Busta císaře Konstantina

- Svatý Ambrož (cca 340 – 397) – biskup, církevní otec a světec
- Augustin z Hippa (354–430) – biskup, učitel církve a světec
- Basileios Veliký (cca 330 – 379) – biskup a světec
- Diocletianus (cca 244 – 312/316) – římský císař
- Efrém Syrský (cca 306 – 373) – jáhen a učitel církve
- Fa-sien (337–422) – čínský buddhistický mnich a cestovatel
- Hypatia z Alexandrie (350/370–415/416) – novoplatonská filozofka a matematička
- Iamblichos z Chalkidy – filozof a novoplatonista
- Jan Zlatoústý (347/349–407) – konstantinopolský arcibiskup a učitel církve
- Svatý Jeroným (cca 347 – 420) – teolog, spisovatel, učitel církve a světec
- Konstantin I. Veliký (272/285–337) – římský císař
- Mesrop Maštoc (cca 362 – 440) – mnich, teolog a tvůrce arménské abecedy
- Řehoř z Nazianzu (329–389) – řecký křesťanský teolog a světec
- Theodor z Mopsuestie (329–389) – syrský biskup a teolog
- Theodosius I. (347–395) – římský císař
- Vátsjájana – indický mnich a filozof, autor Kámasútry
- Wulfila (cca 311 – 383) – biskup a misionář